# 1988 en Belgique
Chronologie de la Belgique
- 1984
- 1985
- 1986
- 1987
- 1988
- 1989
- 1990
- 1991
- 1992

Cette page recense des événements qui se sont produits durant l'année 1988 en Belgique.

## Chronologie

### Mars 1988
- 2 et 3 mars : huitième sommet de l'OTAN à Bruxelles.

### Avril 1988
- Avril 1988 : installation d'une commission d'enquête parlementaire sur le banditisme et le terrorisme[1].

### Mai 1988
- 9 mai : prestation de serment du gouvernement Martens VIII, composé de sociaux-chrétiens, de socialistes et de nationalistes de la Volksunie, après 148 jours de tentative de formation d'un gouvernement.

### Juillet 1988
- 15 juillet : révision de la Constitution belge en faveur de la communautarisation de l’enseignement[2] dans le cadre de la troisième réforme de l'état belge.

### Octobre 1988
- 9 octobre : élections communales.
- 21 octobre : la cour d'assises du Brabant condamne les membres des Cellules communistes combattantes aux travaux forcés à perpétuité[3].

### Décembre 1988

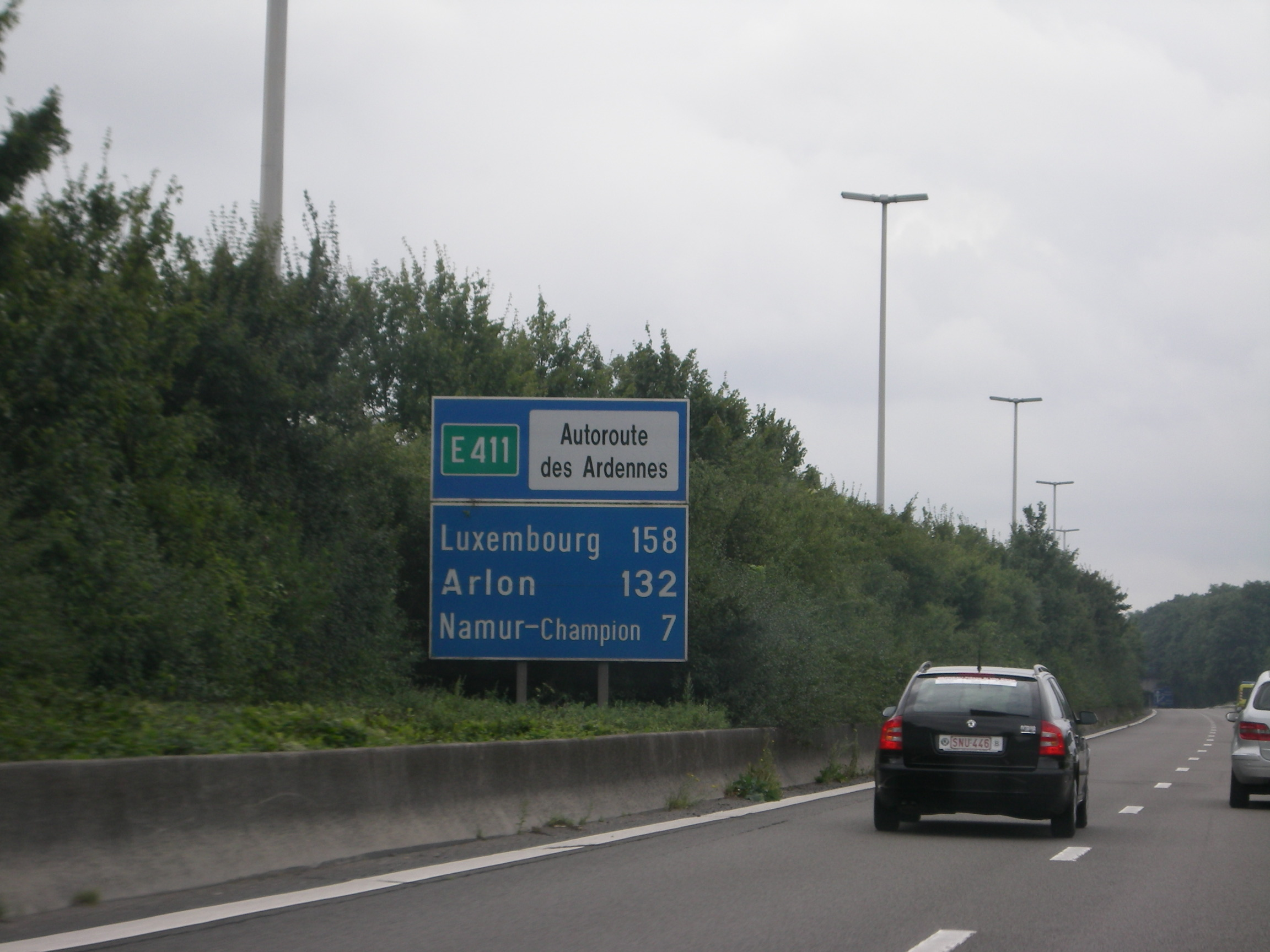
L'autoroute A4 est achevée en décembre et relie dès lors Bruxelles à Arlon et Luxembourg.

- Achèvement et inauguration de la dernière partie de l'autoroute A4, tronçon de la route européenne 411, dans la province de Luxembourg, reliant Wellin à Rochefort et connectant dès lors Bruxelles à Arlon et Luxembourg[4].

## Culture

### Littérature
- Prix Rossel : Michel Lambert, Une vie d'oiseau.

## Sciences
- Prix Crafoord : Pierre Deligne (mathématiques, ULB).
- Prix Francqui : Pierre van Moerbeke (mathématiques, UCL).

## Naissances
- 22 janvier : Eline De Munck, actrice et chanteuse.
- 24 janvier : John-John Dohmen, joueur de hockey sur gazon.
- 1er février : Fanny T.
- 12 février : David Hubert, joueur de football.
- 22 février : Jonathan et Kévin Borlée, athlètes.
- 6 mars : Simon Mignolet, joueur de football.
- 10 mars : Yoni Buyens, joueur de football.
- 22 mars : Antoine Gillet, athlète.
- 15 avril : Steven Defour, joueur de football.
- 24 avril : Jey Crisfar, acteur.
- 21 juillet : Elliot Van Strydonck, joueur de hockey sur gazon.
- 26 juillet : Arnaud Destatte, athlète.
- 14 novembre : Kenny Steppe, joueur de football.

## Décès
- 3 janvier : Gaston Eyskens, homme politique
- 2 février : André Magnée, syndicaliste et homme politique
- 14 février : Auguste Verdyck, coureur cycliste
- 20 mai : René Defossez, compositeur et chef d'orchestre
- 27 juin : Louis Versyp, joueur et entraîneur de football
- 22 septembre : Maximilien de Furstenberg, nonce apostolique au Portugal (en) et cardinal
- 14 décembre : Jean Schramme, chef de mercenaires.

## Statistiques
- Population totale au 1er janvier 1988 : 9 875 716 habitants[5].